# Xã Greenwood, Quận Poinsett, Arkansas
Xã Greenwood (tiếng Anh: Greenwood Township) là một xã thuộc quận Poinsett, tiểu bang Arkansas, Hoa Kỳ. Năm 2010, dân số của xã này là 2.492 người.